# La Guerre de l'espace
Pour plus de détails, voir Fiche technique et Distribution.
La Guerre de l'espace (Wakusei daisenso) est un film de science-fiction japonais sorti en 1977.

## Synopsis
L'intrigue commence au Japon en 1988. La Terre sort juste d'une frayeur causée par le passage d'une comète qui provoque encore de fortes perturbations électromagnétiques. Le pilote Koji Miyoshi revient au Japon et y retrouve ses amis et collègues, mais les retrouvailles tournent court car les médias annoncent l'apparition d'OVNIS un peu partout en Amérique et la destruction subite de la station spatiale internationale Terra gérée par l'ONU. Miyoshi part alors trouver son collègue Masato Takigawa et exige la complétion du Space Forces' Gohten Project, un projet des Nations unies visant à construire un vaisseau spatial capable de protéger la Terre, le Gohten. Il se heurte d'abord à des refus jusqu'au moment où les extraterrestres, qui s'avèrent originaires de la planète Yomi dans l'amas d'Hercule, tentent de kidnapper Takigawa, puis entrent en guerre ouverte contre les Terriens et commencent à semer le chaos sur la planète. Le Gohten est terminé puis décolle en urgence au milieu d'une bataille acharnée contre les extraterrestres dans le chantier de construction. Le Gohten met alors le cap sur la planète Vénus, que les Terriens suspectent d'être la base d'opération des extraterrestres dans le système solaire.

## Distribution
- Kensaku Morita : Koji Miyoshi
- Yuko Asano : June Takigawa
- Masaya Oki : Reisuke Muroi
- Ryō Ikebe :  Masato Takigawa
- Kensaku Morita : Koji Miyoshi, Duty Officer, United Nations Space Bureau